# Andrea Verga
Andrea Verga (1811-1895) fue un psiquiatra y neurólogo italiano nacido en Treviglio (provincia de Bérgamo). Ejerció como profesor de Psiquiatría clínica en el Ospedale Maggiore de Milán, y en 1864 con Serafino Biffi (1822-1899) fundó el Archivio Italiano per le malattie nervose e più particolarmente per le alienazioni mentali (Archivos italianos para los problemas mentales y las enfermedades nerviosas).
Verga fue el primero en realizar un trabajo sobre los delincuentes psicóticos, además de su investigación acerca de la acrofobia, problema que el mismo sufría. En 1851 describió una extensión posterior del cavum septum pellucidum o ventrículo de Silvio. Esta extensión se encuentra en un pequeño porcentaje de los cerebros humanos, y se lo denominó posteriormente cavum vergae (ventrículo de Verga), o sexto ventrículo. Está localizado entre el cuerpo calloso y el fórnix y su nombre puede dar lugar a confusión pues no es un ventrículo verdadero.